# Taxi Driver
Taxi Driver és una pel·lícula de thriller psicològic neo-noir estatunidenca de 1976 dirigida per Martin Scorsese, escrita per Paul Schrader i protagonitzada per Robert De Niro, Jodie Foster, Cybill Shepherd, Harvey Keitel, Peter Boyle, Leonard Harris i Albert Brooks. Ambientada en una ciutat de Nova York en decadència, la pel·lícula segueix Travis Bickle (De Niro), un ex-combatent de la Guerra del Vietnam i taxista, i el seu estat mental deteriorat mentre treballa de nit a la ciutat.
Amb The Wrong Man (1956) i A Bigger Splash (1973) com a inspiració, Scorsese volia que la pel·lícula se sentís com un somni per al públic. Amb Michael Chapman com a director de fotografia, les filmacions van començar a l'estiu de 1975 a la ciutat de Nova York, amb actors que van acceptar reduccions salarials per assegurar que el projecte es pogués completar amb un pressupost baix d'1,9 milions de dòlars. La producció va concloure aquell mateix any. Bernard Herrmann va compondre la música de la pel·lícula en el que seria la seva partitura final, acabada poques hores abans de la seva mort; la pel·lícula està dedicada a ell.
La pel·lícula va ser estrenada en els cinemes per Columbia Pictures el 7 de febrer de 1976. Va ser aclamada per la crítica i va tenir èxit comercial, tot i que va generar controvèrsia per la seva violència en el clímax final i per la inclusió de Foster, de 12 anys, en el paper d'una prostituta infantil. La pel·lícula va rebre nombrosos reconeixements, inclosa la Palme d'Or al Festival de Cannes de 1976 i quatre nominacions als 49è Premis de l'Acadèmia, incloent-hi Millor pel·lícula, Millor actor (per a De Niro) i Millor actriu secundària (per a Foster).
Tot i que Taxi Driver va generar més controvèrsia pel fet d'haver incitat John Hinckley Jr. a intentar assassinar l'aleshores president Ronald Reagan, la pel·lícula s'ha mantingut popular i es considera una de les més importants i inspiradores culturalment de la seva època i una de les millors pel·lícules que s'han fet mai i van obtenir l'estatus de culte. El 2022, Sight & Sound la va nomenar com la 29a millor pel·lícula de la història a la seva enquesta decennal de crítics i la 12a millor pel·lícula de tots els temps a l'enquesta dels seus directors, empatada amb Barry Lyndon. El 1994, la pel·lícula va ser considerada "culturalment, històricament o estèticament" significativa per la Biblioteca del Congrés dels EUA i va ser seleccionada per a la seva conservació al National Film Registry.
Aquesta pel·lícula ha estat doblada al català.

## Argument
Travis, interpretant magistralment per un jove Robert De Niro és un ex-combatent de la Guerra del Vietnam. Aquest resideix a un suburbi de Nova York i té problemes d'insomni.
Després de provar de passar les nits en sales X i altres, decideix apuntar-se com a taxista nocturn per a aprofitar el temps mort i guanyar diners. Travis és un home introvertit i de poques relacions amb la gent. No obstant això, mentre condueix el seu taxi, és testimoni silenciós de totes les maldats existents a la gran ciutat: la violència, els prejudicis, les bogeries, els barris baixos... A mesura que passen els dies Travis es va enfurint i arriba a la paranoia. Ho anota tot en un quadern, decidit a passar un dia a l'acció, responent a la violència amb violència. Mentrestant coneix a una joveneta (Jodie Foster), amb la qual ja havia tingut alguna altra trobada al seu taxi i intenta convèncer-la perquè abandoni la vida que està duent com a prostituta.

## Repartiment
- Robert De Niro: Travis Bickle
- Jodie Foster: Iris "Easy" Steensma
- Harvey Keitel: Matthew "Sport" Higgins
- Cybill Shepherd: Betsy
- Albert Brooks: Tom
- Leonard Harris: Senator Charles Palantine
- Peter Boyle: "Wizard"
- Harry Northup: Doughboy
- Martin Scorsese: Passenger Watching Silhouette
- Victor Argo: Melio
- Steven Prince: "Easy Andy"
- Joe Spinell: Personnel Officer
- Diahnne Abbott: Concession Girl

## Producció

### Desenvolupament
El director Martin Scorsese ha afirmat que va ser Brian De Palma qui el va presentar a Paul Schrader, i Taxi Driver va sorgir de la sensació de Scorsese que les pel·lícules són com els somnis induïts per les drogues. Va intentar imbuir a l'espectador la sensació d'estar en un estat de llimbs entre adormit i despert. El director cita The Wrong Man (1956) d'Alfred Hitchcock i A Bigger Splash (1973) de Jack Hazan com a inspiració per al seu treball de càmera a la pel·lícula. Abans que Scorsese fos contractat, es va considerar que John Milius i Irvin Kershner dirigissin el projecte. En escriure el guió, Schrader es va inspirar en els diaris d'⁣Arthur Bremer, que va disparar al candidat presidencial George Wallace l'any 1972, així com en la cançó de Harry Chapin "Taxi", que tracta d'una vella núvia pujant a un taxi. Per al final de la història, en què Bickle es converteix en un heroi dels mitjans, Schrader es va inspirar en l'intent d'assassinat de Squeaky Fromme del president Gerald Ford, que va tenir coma resultat la seva aparició en la portada de Newsweek.
Schrader també es va utilitzar com a inspiració. En una entrevista de 1981 amb Tom Snyder a The Tomorrow Show, va relatar la seva experiència de viure a la ciutat de Nova York mentre lluitava contra l'insomni crònic, fet que el va portar a freqüentar llibreries i teatres pornogràfics perquè romanien oberts tota la nit. Després d'un divorci i una ruptura amb una núvia resident, va passar unes setmanes vivint al seu cotxe. Després de visitar un hospital per una úlcera d'estómac, Schrader va escriure el guió de Taxi Driver en "menys de quinze dies". Afirma: "El primer esborrany tenia potser 60 pàgines, i vaig començar el següent esborrany immediatament, i vaig trigar menys de dues setmanes". Schrader recorda: "Em vaig adonar que feia setmanes que no parlava amb ningú […] va ser quan se'm va ocórrer la metàfora del taxi. Això és el que era: aquesta persona en una caixa de ferro, un taüt, flotant per aquí la ciutat, però aparentment sol". Schrader va decidir fer que Bickle fos un veterà de Vietnam perquè el trauma nacional de la guerra semblava combinar-se perfectament amb la psicosi paranoica de Bickle, fent que les seves experiències postguerra fossin més intenses i amenaçadores.
A Scorsese on Scorsese, Scorsese esmenta el simbolisme religiós de la història, comparant Bickle amb un sant que vol netejar o purgar tant la seva ment com el seu cos de la debilitat. Bickle intenta suïcidar-se prop del final de la pel·lícula com a homenatge al principi de "mort amb honor" del samurai. A Dustin Hoffman se li va oferir el paper de Travis Bickle, però el va rebutjar perquè pensava que Scorsese estava "boig". Al Pacino i Jeff Bridges també van ser considerats per a Travis Bickle.

### Preproducció
Mentre es preparava per al seu paper de Bickle, De Niro estava filmant 1900 de Bernardo Bertolucci a Itàlia. Segons Boyle, «acabaria de rodar un divendres a Roma... pujaria a un avió... [i] volaria a Nova York». De Niro va obtenir una llicència de conductor de taxi i, durant el seu temps lliure, agafava un taxi i conduïa per Nova York durant un parell de setmanes abans de tornar a Roma per reprendre el rodatge de 1900. Sembla que De Niro va perdre 16 kg i va escoltar una lectura gravada dels diaris del criminal Arthur Bremer en repetides ocasions. Quan va tenir temps lliure en el rodatge de 1900, De Niro va visitar una base militar al nord d'Itàlia i va gravar soldats del mig oest dels Estats Units, els accents dels quals va pensar que podrien ser apropiats per al personatge de Travis.
Scorsese va incorporar el dissenyador de títols de pel·lícules Dan Perri per dissenyar la seqüència del títol de Taxi Driver. Perri havia estat l'opció original de Scorsese per dissenyar els títols d'Alice Doesn't Live Here Anymore el 1974, però Warner Bros no li va permetre contractar un dissenyador desconegut. Quan Taxi Driver entrava en producció, Perri havia establert la seva reputació amb el seu treball a The Exorcist, i Scorsese ara podia contractar-lo. Perri va crear els títols d'obertura de Taxi Driver utilitzant metratge de la segona unitat que va acolorir mitjançant un procés de còpia de pel·lícules i escaneig de ranures, donant com a resultat una seqüència gràfica altament estilitzada que evocava les entranyes de la ciutat de Nova York a través de colors espantosos, brillants. rètols de neó, imatges nocturnes distorsionades i nivells de negre profund. Després d'això, Perri va dissenyar títols d'obertura per a diverses pel·lícules importants, com ara Star Wars (1977) i Raging Bull (1980).

### Rodatge
Amb un pressupost de tan sols 1,9 milions de dòlars, diversos actors van acceptar retallades salarials per fer realitat el projecte. De Niro i Cybill Shepherd només van rebre 35.000 dòlars per fer la pel·lícula, mentre que a Scorsese se li van donar 65.000 dòlars. En total, 200.000 dòlars del pressupost es van destinar als intèrprets de la pel·lícula.
El rodatge de Taxi Driver va coincidir amb una onada de calor a l'estiu de Nova York i una vaga de la neteja el 1975. La pel·lícula va entrar en conflicte amb la Motion Picture Association of America (MPAA) a causa de la seva violència. Scorsese va dessaturar els colors en el tiroteig final, cosa que va permetre que la pel·lícula obtingués una qualificació R. Per capturar l'atmosfera de les escenes dins del taxi de Bickle, els tècnics de so entraven al maleter mentre Scorsese i el director de fotografia, Michael Chapman, es col·locaven al terra del seient del darrere i utilitzaven la llum disponible per a la filmació. Chapman va admetre més tard que l'estil de rodatge estava molt influenciat pel cineasta de la Nouvelle vague Jean-Luc Godard i el seu director de fotografia Raoul Coutard, ja que la tripulació no tenia temps ni diners per fer "coses tradicionals". Quan Bickle decideix assassinar el senador Palantine, es talla els cabells com els mohawks. Aquest detall el va suggerir l'actor Victor Magnotta, un amic de Scorsese que tenia un petit paper com a agent del Servei Secret i havia servit a Vietnam. Scorsese va assenyalar més tard que Magnotta els va dir que, "a Saigon, si veies un noi amb el cap rapat, com un petit mohawk, això normalment significava que aquella gent estava preparada per entrar en una situació determinada de les Forces Especials. Estaven preparats per matar."
El rodatge va tenir lloc al West Side de la ciutat de Nova York, en un moment en què la ciutat estava a la vora de la fallida. Segons el productor Michael Phillips, "tot el West Side va ser bombardejat. Realment hi havia fila rere fila d'edificis condemnats i això és el que vam fer servir per construir els nostres decorats […] no sabíem que estàvem documentant el que semblava el darrer alè de Nova York". L'escena del tiroteig, filmat en un apartament real, va necessitar tres mesos de preparació; l'equip de producció va haver de tallar el sostre per filmar-lo.

## Localitzacions
La pel·lícula està rodada a Nova York, i inclou localitzacions com Columbus Circle, St. Regis Hotel, el cinema 42, el pont de Brooklyn i la cafeteria Belmonte.

## Premis i nominacions

### Premis
- 1977: Palma d'Or al Festival de Cinema de Canes[18]
- 1977: BAFTA, Premi Memorial Anthony Asquith pòstumament per Bernard Herrmann[19]
- 1977: BAFTA a la millor nova promesa per Jodie Foster[20]
- 1977: BAFTA a la millor actriu secundària per Jodie Foster[21]
- 1977: Premi al millor actor per Robert De Niro al Cercle de crítics de Cinema de Nova York[18]
- 1977: Premi al millor actor per Robert De Niro al Cercle de crítics de Cinema de Los Angeles[18]
- 1977: Premi a la millor música per Bernard Herrmann al Cercle de crítics de Cinema de Los Angeles[18]

### Nominacions
- 1977: Oscar a la millor pel·lícula[18]
- 1977: Oscar al millor actor per Robert De Niro[18]
- 1977: Oscar a la millor actriu secundària per Jodie Foster[18]
- 1977: Oscar a la millor banda sonora per Bernard Herrmann[18]
- 1977: Globus d'Or al millor actor dramàtic per Robert De Niro[22]
- 1977: Globus d'Or al millor guió per Paul Schrader[22]
- 1977: BAFTA a la millor pel·lícula[22]
- 1977: BAFTA al millor director per Martin Scorsese[22]
- 1977: BAFTA al millor actor per Robert De Niro[22]
- 1977: BAFTA al millor muntatge per Marcia Lucas, Tom Rolf i Melvin Shapiro[22]
- 1977: Grammy al millor àlbum de banda sonora original escrita per pel·lícula o televisió per Bernard Herrmann[cal citació]

## Curiositats
Quentin Tarantino, un gran admirador d'aquesta pel·lícula, va aplicar el paper de l'assassí convertit en heroi al guió que va realitzar per la pel·lícula d'Oliver Stone, Nascuts per matar.